# Juan Manuel de Zúñiga
Juan Manuel de Zúñiga (Béjar, 1622 – Béjar, 14 novembre 1660) è stato un ufficiale spagnolo.

## Biografia
Era il figlio di Francisco Diego de Zúñiga, e di sua moglie, Ana de Mendoza de la Vega.
Alla morte senza eredi di Francisco Manrique de Zúñiga, Francisco Diego riuscì a ottenere il titolo di Marchese di Villanueva, il 23 settembre 1632, aggiungendo il nome Manrique. Filippo IV gli concesse il titolo di Marchese di Valero, il 19 settembre 1636.

## Carriera
Per i servizi resi alla corona, Filippo IV, nel 1640, gli concesse alcuni favori. Partecipò come capitano, insieme al fratello maggiore, Diego Alonso, comandante in capo del confine, in difesa della frontiera nella guerra con il Portogallo.
Alla morte del fratello maggiore, Juan Manuel né ereditò il titolo.

## Matrimonio
Sposò, il 15 luglio 1647, Teresa Sarmiento de Silva (15 ottobre 1631-?), figlia di Rodrigo de Silva. Ebbero tre figli:
- Manuela de Zuñiga (1650-?), sposò Francisco Casimiro Pimentel, ebbero cinque figli;
- Manuel Diego de Zúñiga (4 gennaio 1657-16 luglio 1686);
- Baltasar de Zúñiga (1658-26 dicembre 1727).

## Morte
Morì il 14 novembre 1660.